# Hexamétaphosphate de sodium
L'hexamétaphosphate de sodium est utilisé comme séquestrant et dans la fabrication de détergents.